# Westduinen
De Westduinen is een natuurgebied ten westen van Ouddorp. Het is eigenlijk een binnenduingebied, gelegen achter de zogenaamde buiten- of kustduinen. De kop van Goeree kent drie binnenduingebieden; de Westduinen, de Middelduinen en de Oostduinen. 
Het gebied, een open duinterrein (in de volksmond ook wel hobbelwei genoemd) heeft een oppervlakte van 160 hectare en ligt aan de Oudelandseweg, Westduinweg, Langedijk, Klarebeekweg en Klepperweg. Het gebied is niet vrij toegankelijk en het wordt beheerd door het Zuid-Hollands Landschap. Het gebied wordt al eeuwenlang gebruikt als weide voor vee en wordt daarom om de karakteristieke duinvegetatie te behouden nog steeds begraasd. In het gebied staat ook het Echelon Ouddorp, een ondergronds zendstation van de Koninklijke Marine uit 1949.
Het gebied is een binnenduingebied dat in de loop der tijd afgesloten is geraakt van de zee. Daardoor zijn de duintoppen ontkalkt en voedselarm. Onder andere deze omgevingsfactoren zorgen voor een zeer bijzondere en zeer zeldzame flora, waaronder knoopkruid, slanke gentiaan, herfstschroeforchis en korstmossen.
De Westduinen trekken ook veel dieren aan. In de natte duinvalleien komen noordse woelmuizen, een aparte ondersoort die alleen in Nederland voorkomt en het enige endemische zoogdier van Nederland is. In de poelen leven rugstreeppadden. Het gebied wordt kaal gehouden door de grazers en onder andere kieviten en veldleeuweriken komen daar op af. In de bunkers uit de Tweede Wereldoorlog overwinteren vleermuizen.